# باول إيفانز (لاعب هوكي الجليد)
باول إيفانز هو لاعب هوكي الجليد كندي، ولد في 2 مايو 1954 في تورونتو في كندا.

## وصلات خارجية
- بول إيفانز على موقع دوري الهوكي الوطني (الإنجليزية)
- بول إيفانز على موقع قاعة مشاهير الهوكي (لاعب أن.إتش.أل) (الإنجليزية)
- بول إيفانز على موقع EliteProspects.com (الإنجليزية)
- بول إيفانز على موقع HockeyDB.com (الإنجليزية)
- بول إيفانز على موقع Hockey-Reference.com (الإنجليزية)